# خط طول 101° غرب
خط طول 101° غرب هو أحد خطوط الطول الجغرافية، والتي تمتد من القطب الشمالي الجغرافي إلى القطب الجنوبي الجغرافي، وحسب التحويل الزمني يتأخر خط طول 101° غرب عن خط غرينتش بـ6 ساعات و44 دقيقة.

## من القطب إلى القطب
ينطلق خط طول 101° غرب من القطب الشمالي نحو القطب الجنوبي مرورا بالمناطق التي ترد في الجدول التالي:
| الإحداثيات                           | البلد أو الإقليم أو البحر | ملاحظات |
| ------------------------------------ | ------------------------- | --- |
| 90°0′N 101°0′W / 90.000°N 101.000°W  | المحيط المتجمد الشمالي    | |
| 79°45′N 101°0′W / 79.750°N 101.000°W | Peary Channel             | |
| 78°57′N 101°0′W / 78.950°N 101.000°W | كندا                      | نونافوت — جزيرة اليف رينجنس [لغات أخرى]‏ |
| 78°10′N 101°0′W / 78.167°N 101.000°W | Danish Strait             | |
| 77°47′N 101°0′W / 77.783°N 101.000°W | كندا                      | نونافوت — جزيرة كينج كريستيان [لغات أخرى]‏ |
| 77°43′N 101°0′W / 77.717°N 101.000°W | Unnamed waterbody         | |
| 76°43′N 101°0′W / 76.717°N 101.000°W | كندا                      | نونافوت — جزيرة هيلانة [لغات أخرى]‏ |
| 76°36′N 101°0′W / 76.600°N 101.000°W | Sir William Parker Strait | |
| 76°30′N 101°0′W / 76.500°N 101.000°W | May Inlet                 | |
| 76°14′N 101°0′W / 76.233°N 101.000°W | كندا                      | نونافوت — Bathurst Island |
| 75°36′N 101°0′W / 75.600°N 101.000°W | Parry Channel             | شعبة فيكونت ملفيل ساوند [لغات أخرى]‏ |
| 73°48′N 101°0′W / 73.800°N 101.000°W | كندا                      | نونافوت — جزيرة أمير ويلز (نونافوت) |
| 73°17′N 101°0′W / 73.283°N 101.000°W | Ommanney Bay              | |
| 72°44′N 101°0′W / 72.733°N 101.000°W | كندا                      | نونافوت — جزيرة أمير ويلز (نونافوت) |
| 72°12′N 101°0′W / 72.200°N 101.000°W | M'Clintock Channel        | مرورا بغرب Gateshead Island, نونافوت, كندا |
| 70°12′N 101°0′W / 70.200°N 101.000°W | كندا                      | نونافوت — جزيرة فيكتوريا (كندا) و Admiralty Island |
| 69°27′N 101°0′W / 69.450°N 101.000°W | مضيق فيكتوريا             | |
| 69°5′N 101°0′W / 69.083°N 101.000°W  | خليج الملكة مود           | |
| 67°46′N 101°0′W / 67.767°N 101.000°W | كندا                      | نونافوت مانيتوبا — من 60°0′N 101°0′W / 60.000°N 101.000°W |
| 49°0′N 101°0′W / 49.000°N 101.000°W  | الولايات المتحدة          | داكوتا الشمالية داكوتا الجنوبية — من 45°57′N 101°0′W / 45.950°N 101.000°W نبراسكا — من 43°0′N 101°0′W / 43.000°N 101.000°W كانساس — من 40°0′N 101°0′W / 40.000°N 101.000°W أوكلاهوما — من 37°0′N 101°0′W / 37.000°N 101.000°W تكساس — من 36°30′N 101°0′W / 36.500°N 101.000°W |
| 29°21′N 101°0′W / 29.350°N 101.000°W | المكسيك                   | ولاية كواهويلا ولاية نويفو ليون — من 26°32′N 101°0′W / 26.533°N 101.000°W ولاية كواهويلا — من 26°9′N 101°0′W / 26.150°N 101.000°W ولاية زاكاتيكاس — من 24°34′N 101°0′W / 24.567°N 101.000°W ولاية سان لويس بوتوسي — من 24°23′N 101°0′W / 24.383°N 101.000°W ولاية غواناخواتو — من 21°46′N 101°0′W / 21.767°N 101.000°W ولاية ميتشواكان — من 20°4′N 101°0′W / 20.067°N 101.000°W ولاية غيريرو — من 18°30′N 101°0′W / 18.500°N 101.000°W |
| 17°15′N 101°0′W / 17.250°N 101.000°W | المحيط الهادئ             | |
| 60°0′S 101°0′W / 60.000°S 101.000°W  | المحيط الجنوبي            | |
| 71°52′S 101°0′W / 71.867°S 101.000°W | القارة القطبية الجنوبية   | المطالب الإقليمية بالقارة القطبية الجنوبية |